# Kemar Lawrence
Kemar Michael Lawrence (Kingston, Jamaica, 17 de septiembre de 1992) es un futbolista internacional jamaicano que juega en el puesto de defensor para el F. C. UTA Arad de la Liga I de Rumania.
Ha tenido 76 apariciones para el equipo nacional de fútbol de Jamaica. En enero de 2014 fue anunciado embajador de la marca PepsiCo, como parte de la campaña FUTBOLNOW 2014 junto a futbolistas como Lionel Messi y Sergio Agüero.

## Primeros años
Lawrence es el hijo del exportero Orville Edwards, quien jugó para Santos F. C. y la selección nacional de Jamaica durante la década de 1970, y fue clasificado entre los mejores porteros del Caribe durante su carrera.

## Carrera

### Club
Lawrence comenzó su carrera en las categorías inferiores del Rae Town F. C. En 2007 fichó por el Harbour View, y formó parte del equipo en las victoriosas temporadas 2009-10 y 2012-13 de la Liga Premier Nacional. Además, Lawrence fue parte del programa de residencia de los Vancouver Whitecaps, y más tarde, de la USL First Division en 2009, y fue seleccionado para la edición inaugural de la MLS Combine Caribe en 2014. En julio de 2014, Lawrence fue a los Estados Unidos por un período de dos semanas de prueba con el club de la MLS D. C. United. Concluyó la prueba sin ser ofrecido un contrato por parte del United.
El 16 de marzo de 2015 se anunció que Lawrence había firmado con el New York Red Bulls de la Major League Soccer después de impresionar de buena manera durante un ensayo de pretemporada. El 22 de marzo de 2015 Lawrence hizo su debut con el Nueva York jugando los 90 minutos en una victoria por 2 a 0 sobre su rival D. C. United en el Red Bull Arena.
Tras siete años en Nueva York, el 31 de enero de 2020 fue traspasado al R. S. C. Anderlecht.

## Selección nacional
En el plano internacional, Lawrence ha representado a la selección sub-17 de Jamaica, Jamaica sub-20, y la selección nacional de Jamaica, The Reggae Boyz.
Lawrence compitió en el Campeonato Sub-20 de la Concacaf de 2011 en Guatemala, tomando parte en las dos derrotas en primera ronda de Jamaica, y recibió una tarjeta amarilla en el segundo partido contra Honduras.
Después de formar parte en los entrenamientos de la selección nacional en 2013, Lawrence fue seleccionado por primera vez para los Reggae Boyz para el partido de la cuarta ronda para la clasificación al Mundial de Brasil 2014 contra Panamá en la Ciudad de Panamá en septiembre de 2013. Lawrence recibió su primera convocatoria en un amistoso contra Trinidad y Tobago en el Montego Bay Sports Complex en Montego Bay, en noviembre de 2013.
Lawrence apareció en los cuatro partidos de la gira internacional de la selección nacional de Jamaica, en el verano de 2014, que los vio jugar con destino a la Copa Mundial 2014 contra Francia y Suiza, junto a Serbia y Egipto.
En septiembre de 2014, Lawrence anotó su primer gol para Jamaica en un amistoso que perdieron por 3 a 1 ante Canadá. Más tarde ese mismo año, en noviembre, marcó el primer gol en un partido oficial con Jamaica, contra Antigua y Barbuda, con lo cual entró en la fase final del grupo en la Copa del Caribe de 2014, copa que al final ganarían.

## Estilo de juego
Lawrence juega con más frecuencia en el lado izquierdo de la defensa, especializándose en el papel de zaguero. Ian Burnett, escribiendo para The Jamaica Observer, describió a Lawrence como "un gran defensor luchador que es sólido en defensa y en ataque", mientras Winfried Schäfer, director de la selección nacional de Jamaica, dijo que Lawrence es un jugador con buen ritmo e inteligencia sobre el campo, al tiempo que afirmaba su creencia de que él es un jugador con "la oportunidad de jugar en Europa". El capitán del Leicester City y compañero en Jamaica Wes Morgan señaló que Lawrence tenía suficientes habilidades defensivas para parar al extremo de Suiza y, en ese tiempo, del Bayern de Múnich, Xherdan Shaqiri, y él también fue elogiado por su calidad técnica y la actitud por parte del compañero en Jamaica que jugaba en Crystal Palace, el defensor Adrian Mariappa.

## Estadísticas

### Clubes
| Club | Div.          | Temporada     | Liga nacional(1) | Liga nacional(1) | Copas nacionales(2) | Copas nacionales(2) | Torneos internacionales(3) | Torneos internacionales(3) | Total | Total | Media goleadora |
| Club | Div.          | Temporada     | Part.            | Goles            | Part.               | Goles               | Part.                      | Goles                      | Part. | Goles | Media goleadora |
| --- | ------------- | ------------- | ---------------- | ---------------- | ------------------- | ------------------- | -------------------------- | -------------------------- | ----- | ----- | --------------- |
| Arnett Gardens F. C. Jamaica | 1.ª           | 2011-12       | 2                | 0                | ―                   | ―                   | ―                          | ―                          | 2     | 0     | 0               |
| Arnett Gardens F. C. Jamaica | Total club    | Total club    | 2                | 0                | 0                   | 0                   | 0                          | 0                          | 2     | 0     | 0               |
| Harbour View Jamaica | 1.ª           | 2011-12       | 19               | 0                | ―                   | ―                   | ―                          | ―                          | 19    | 0     | 0               |
| Harbour View Jamaica | 1.ª           | 2012-13       | 14               | 0                | ―                   | ―                   | ―                          | ―                          | 14    | 0     | 0               |
| Harbour View Jamaica | 1.ª           | 2013-14       | 17               | 0                | ―                   | ―                   | ―                          | ―                          | 17    | 0     | 0               |
| Harbour View Jamaica | 1.ª           | 2014-15       | 12               | 2                | ―                   | ―                   | ―                          | ―                          | 12    | 2     | 0.08            |
| Harbour View Jamaica | Total club    | Total club    | 62               | 2                | 0                   | 0                   | 0                          | 0                          | 62    | 2     | 0.03            |
| New York Red Bulls Estados Unidos | 1.ª           | 2015          | 27               | 1                | 0                   | 0                   | ―                          | ―                          | 27    | 1     | 0.04            |
| New York Red Bulls Estados Unidos | 1.ª           | 2016          | 22               | 0                | 0                   | 0                   | 4                          | 0                          | 26    | 0     | 0               |
| New York Red Bulls Estados Unidos | 1.ª           | 2017          | 27               | 1                | 3                   | 0                   | 1                          | 0                          | 31    | 1     | 0.03            |
| New York Red Bulls Estados Unidos | 1.ª           | 2018          | 30               | 2                | 2                   | 0                   | 6                          | 0                          | 38    | 2     | 0.05            |
| New York Red Bulls Estados Unidos | 1.ª           | 2019          | 23               | 1                | 0                   | 0                   | 1                          | 0                          | 24    | 1     | 0.04            |
| New York Red Bulls Estados Unidos | Total club    | Total club    | 129              | 5                | 5                   | 0                   | 12                         | 0                          | 146   | 5     | 0.03            |
| R. S. C. Anderlecht · Bélgica | 1.ª           | 2019-20       | 1                | 0                | ―                   | ―                   | ―                          | ―                          | 1     | 0     | 0               |
| R. S. C. Anderlecht · Bélgica | 1.ª           | 2020-21       | 15               | 1                | 0                   | 0                   | ―                          | ―                          | 15    | 1     | 0.07            |
| R. S. C. Anderlecht · Bélgica | Total club    | Total club    | 16               | 1                | 0                   | 0                   | 0                          | 0                          | 16    | 1     | 0.06            |
| Toronto F. C. · Canadá | 1.ª           | 2021          | 25               | 1                | 1                   | 0                   | ―                          | ―                          | 26    | 1     | 0.04            |
| Toronto F. C. · Canadá | Total club    | Total club    | 25               | 1                | 1                   | 0                   | 0                          | 0                          | 26    | 1     | 0.04            |
| Minnesota United F. C. Estados Unidos | 1.ª           | 2022          | 28               | 1                | 0                   | 0                   | ―                          | ―                          | 28    | 1     | 0.04            |
| Minnesota United F. C. Estados Unidos | 1.ª           | 2023          | 14               | 0                | 2                   | 0                   | 0                          | 0                          | 16    | 0     | 0               |
| Minnesota United F. C. Estados Unidos | Total club    | Total club    | 44               | 1                | 2                   | 0                   | 0                          | 0                          | 44    | 1     | 0.02            |
| F. C. UTA Arad · Rumania | 1.ª           | 2023-24       | 2                | 0                | ―                   | ―                   | ―                          | ―                          | 2     | 0     | 0               |
| F. C. UTA Arad · Rumania | Total club    | Total club    | 2                | 0                | 0                   | 0                   | 0                          | 0                          | 2     | 0     | 0               |
| Total carrera | Total carrera | Total carrera | 278              | 10               | 8                   | 0                   | 12                         | 0                          | 298   | 10    | 0.03            |
| (1)Incluye datos de la Liga Premier Nacional de Jamaica (2013-14), Major League Soccer (2015-19), Jupiler Pro League (2019-21). (2)Incluye datos de la U. S. Open Cup (2017-18) y Campeonato Canadiense de Fútbol. (3)Incluye datos de la Liga de Campeones de la Concacaf (2016-19). |               |               |                  |                  |                     |                     |                            |                            |       |       |                 |

### Selección nacional
| Competición      | Sede                                  | Resultado   | Partidos | Goles |
| ---------------- | ------------------------------------- | ----------- | -------- | ----- |
| Copa Caribe 2014 | Jamaica                               | Campeón     | 4        | 1     |
| Copa Oro 2015    | Estados Unidos · Canadá               | Subcampeón  | 6        | 0     |
| Copa Oro 2017    | Estados Unidos                        | Subcampeón  | 6        | 1     |
| Copa Oro 2019    | Estados Unidos · Jamaica · Costa Rica | Semifinales | 5        | 0     |

## Palmarés

### Títulos nacionales
| Título                 | Club               | País           | Año  |
| ---------------------- | ------------------ | -------------- | ---- |
| Liga Premier Nacional  | Harbour View       | Jamaica        | 2010 |
| Liga Premier Nacional  | Harbour View       | Jamaica        | 2013 |
| MLS Supporters' Shield | New York Red Bulls | Estados Unidos | 2015 |
| MLS Supporters' Shield | New York Red Bulls | Estados Unidos | 2018 |